# Piz Furnatsch
Der Piz Furnatsch ⓘ (rätoromanisch im Idiom Surmiran, Ableitung von rätoromanisch furn, deutsch ‚Ofen‘, lateinisch furnus mit -atsch aus lateinisch -aceus) ist ein Berg zwischen Bergün und Savognin im Kanton Graubünden in der Schweiz mit einer Höhe von 2787 m ü. M.

## Lage und Umgebung
Der Piz Furnatsch gehört zu den Bergüner Stöcken, einer Untergruppe der Albula-Alpen. Der Berg befindet sich komplett auf Gemeindegebiet von Surses. Der Piz Furnatsch wird im Süden durch die Val d’Err und im Norden durch das Hochplateau Laiets eingefasst. Gegen Süden und Osten stürzt er in steilen Wänden ab, gegen Norden und Westen ist er leichter begehbar.
In der Umgebung des Piz Furnatsch befinden sich drei kleine Bergseen, der Lai Grond im Nordosten, der Lai Mort im Norden und ein namenloser See im Nordwesten.
Zu den Nachbargipfeln gehören der Tinzenhorn im Norden, Piz Ela, Piz Val Lunga und Piz Salteras im Osten, der Piz d’Err im Süden und die Pizza Grossa im Westen.
Der am weitest entfernteste sichtbare Punkt vom Piz Furnatsch befindet sich 150 m nordwestlich der Vincent-Pyramide im südlichen Teil des Monte Rosa und ist 159,7 km entfernt.
Talort ist Tinizong. Häufiger Ausgangspunkt ist Pensa in der Val d’Err.

## Routen zum Gipfel
Am leichtesten ist der Piz Furnatsch in ½ Stunde von der Mulde der Laiets über den Westgrat oder den Nordwesthang erreichbar, Schwierigkeit WS.

### Von der Ela-Hütte
- Ausgangspunkt: Filisur (999 m), Bergün (1373 m) oder Ela-Hütte (2252 m)
- Via: Pass d’Ela (2724 m)
- Schwierigkeit: WS, bis Laiets B als Wanderweg weiss-rot-weiss markiert
- Zeitaufwand: 5½ Stunden von Filisur, 5 Stunden von Bergün, 2 Stunden von der Ela-Hütte oder ½ Stunde vom Pass d’Ela

### Durch die Val d’Err
- Ausgangspunkt: Tinizong (1232 m)
- Via: Tgant Pensa, Alp Viglia (1974 m), Lai Mort (2603 m)
- Schwierigkeit: WS, bis Laiets B als Wanderweg weiss-rot-weiss markiert
- Zeitaufwand: 4¾ Stunden (3¾ Stunden von Pensa)
- Bemerkung: Die Alpstrasse von Tinizong in die Val d’Err nach Pensa ist für den allgemeinen Motorfahrzeugverkehr gesperrt. Ein Wanderbus fährt jedoch dienstags sowie freitags nach Pensa.[3]

### Vom Pass digls Orgels
- Ausgangspunkt: Pass digls Orgels (2699 m)
- Via: Cotschen (2821 m), Pass d’Ela (2724 m)
- Schwierigkeit: WS, bis Laiets B als Wanderweg weiss-rot-weiss markiert
- Zeitaufwand: 1¼ Stunde
- Bemerkung: Routen zum Pass digls Orgels sind im Artikel Pass digls Orgels aufgeführt.

### Über die Fuorcla da Tschitta
- Ausgangspunkt: Preda (1789 m) oder Naz (1747 m)
- Via: Fuorcla da Tschitta (2831 m), Lai Grond (2594 m), Lai Mort (2603 m)
- Schwierigkeit: WS, bis Laiets B als Wanderweg weiss-rot-weiss markiert
- Zeitaufwand: 4½ Stunden von Preda oder 4¾ Stunden von Naz (1½ Stunden von der Fuorcla da Tschitta)

## Galerie

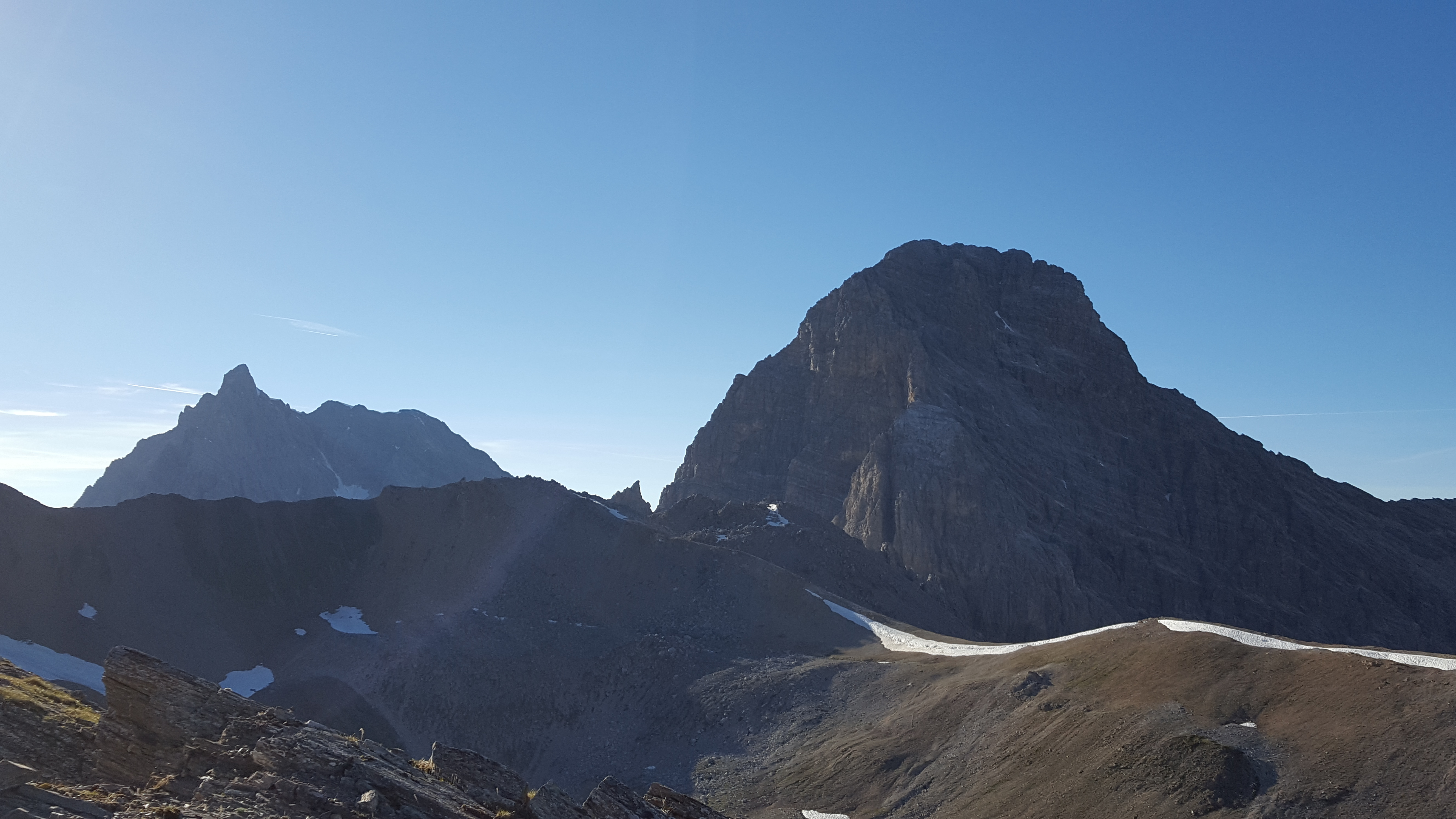
Blick nach Nordwesten zu Piz Mitgel, Cotschen und Tinzenhorn.
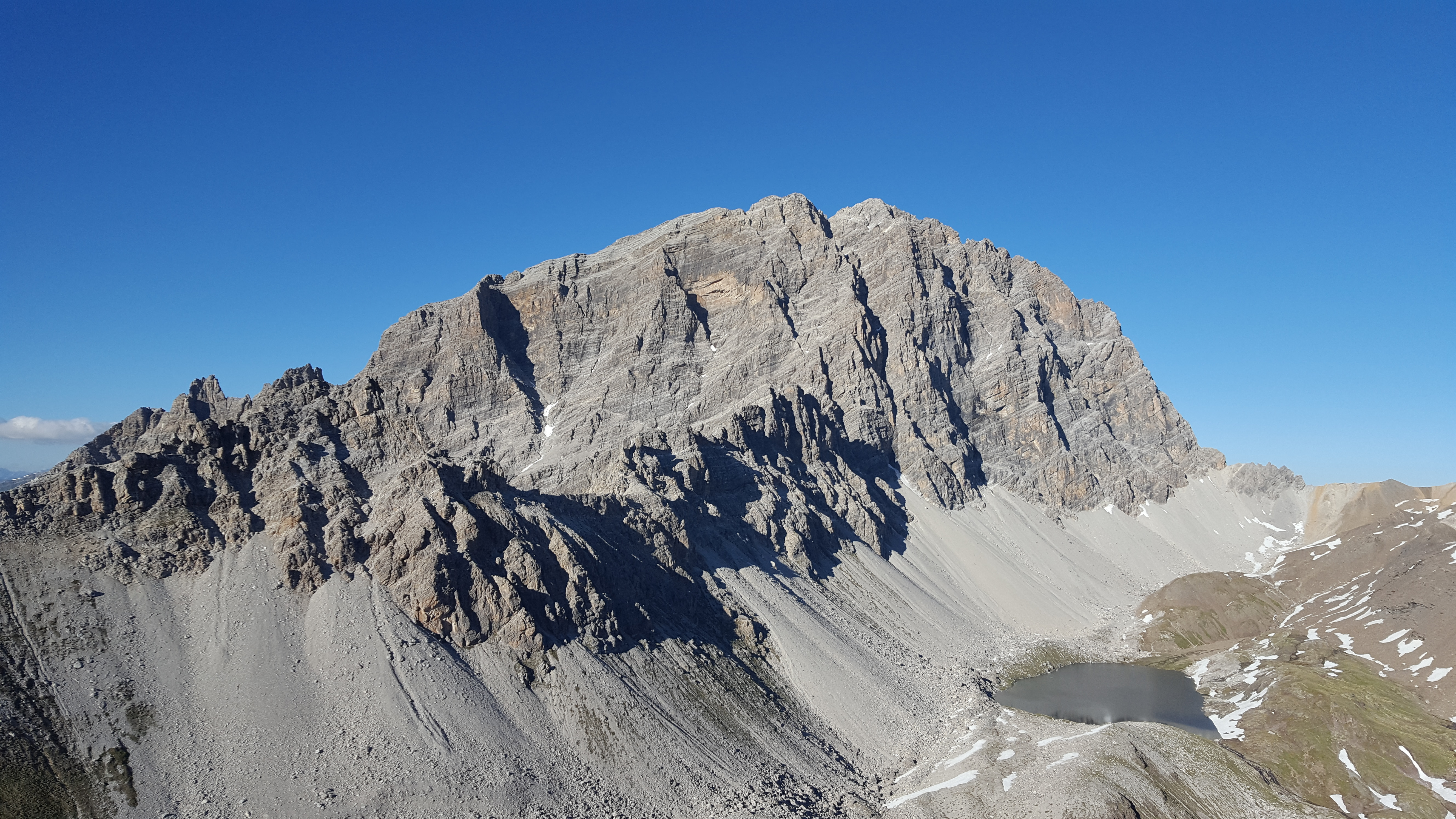
Blick nach Osten zum Piz Ela.
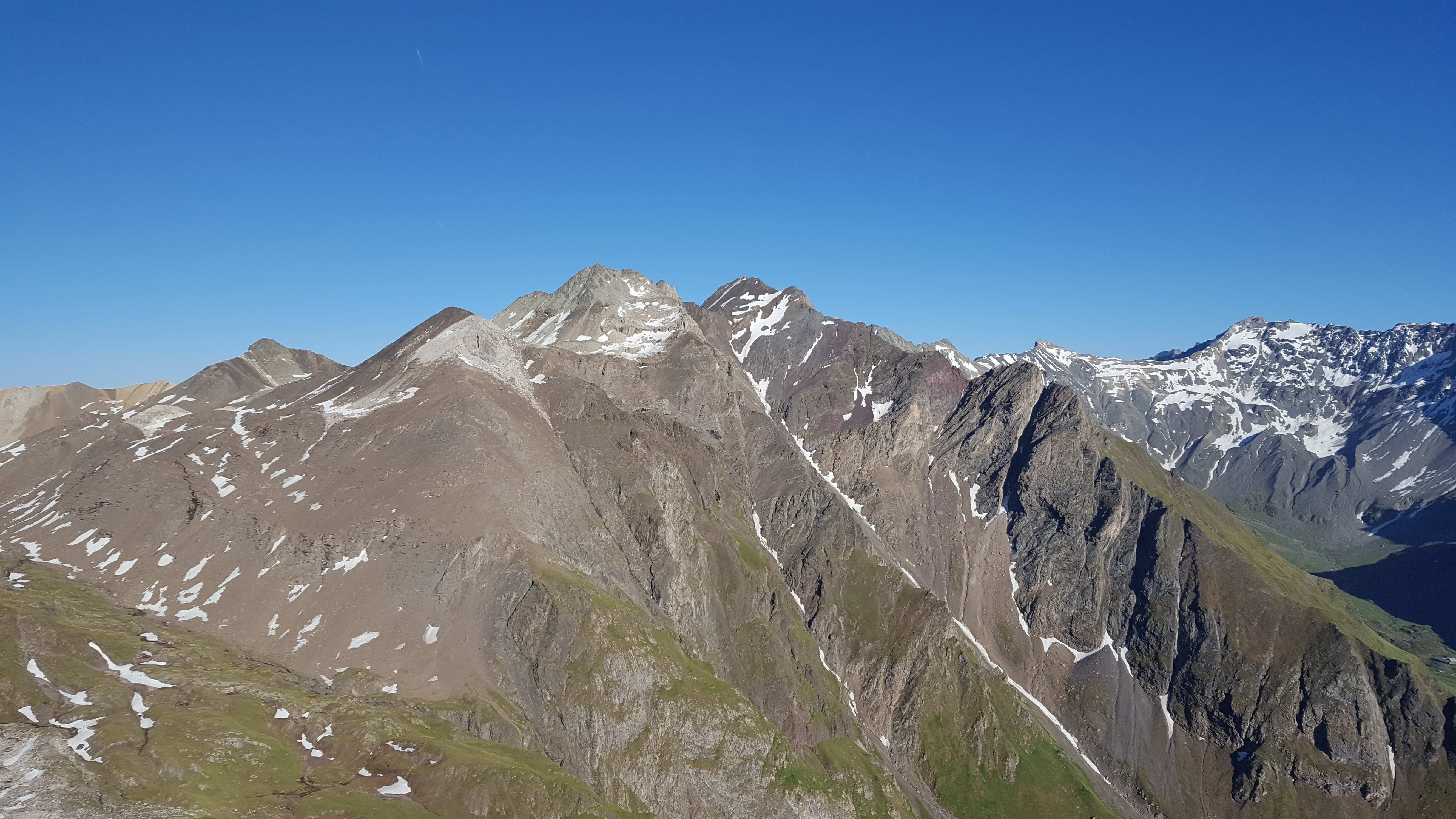
Blick nach Südosten zu Piz Val Lunga und Piz Salteras.
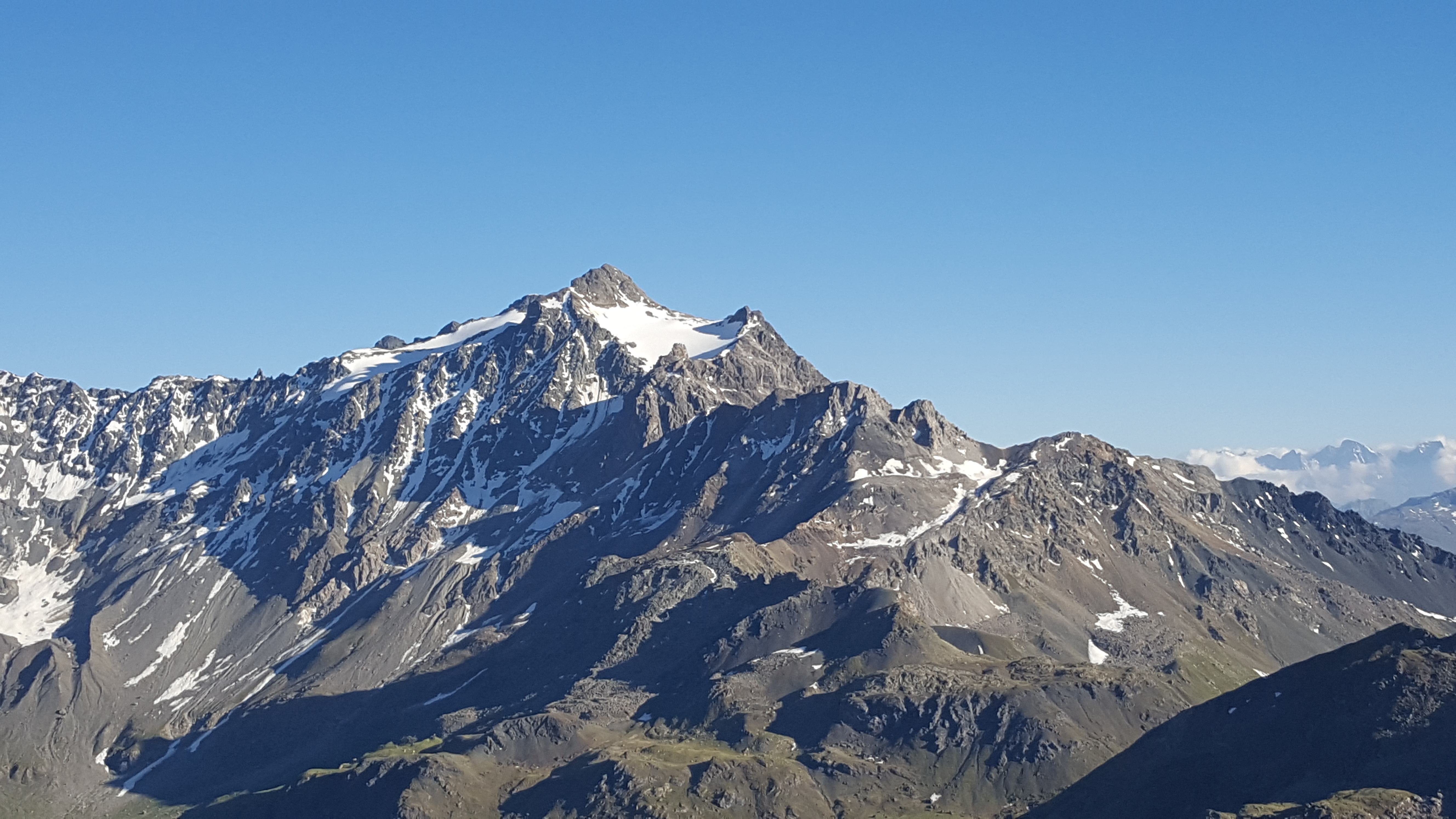
Blick nach Süden zu Piz d’Err und Piz Calderas.
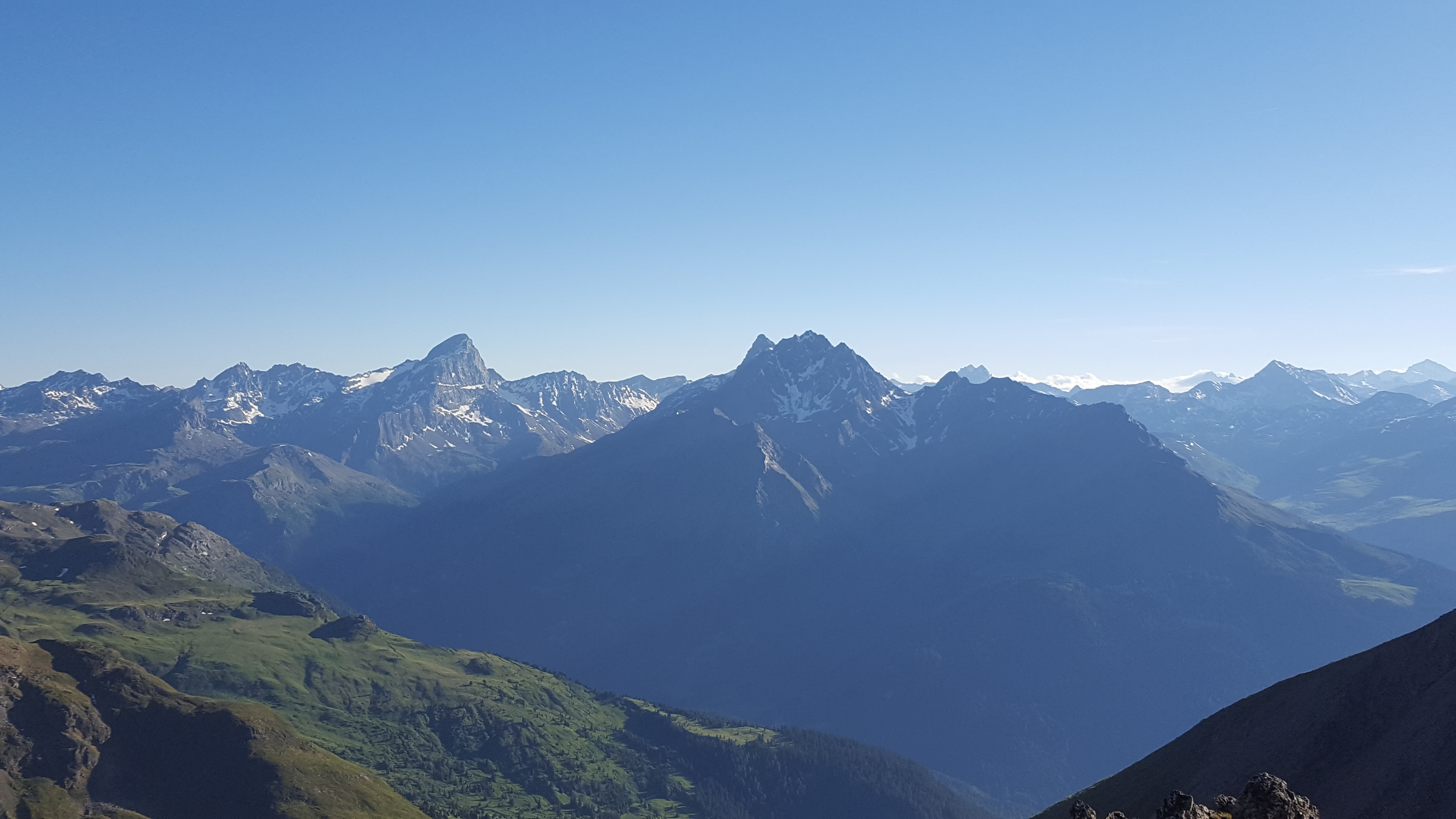
Blick nach Südosten zu (v. l. n. r.) Piz Surparé, Piz Scalotta, Mittler Wissberg, Piz Platta, Piz Forbesch, Piz Arblatsch, Piz Arlos und Piz Grisch.